# کفش قرمزی
کفش قرمزی (به دانمارکی: De røde sko) یکی از داستان‌های شاه پریانی شاعر و نویسندهٔ بنام دانمارکی، هانس کریستیان آندرسن است که نخستین بار در تاریخ ۷ آوریل ۱۸۴۵ به عنوان یکی از داستان‌های تازهٔ پریان: جلد اول، مجموعه سوم، ۱۸۴۵ (به دانمارکی: Nye Eventyr. Første Bind. Tredie Samling. 1845) به چاپ رسید.

## داستان
دخترک زیبا ولی فقیری به نام کارن در دهکده‌ای زندگی می‌کرد. او آنقدر فقیر بود که تابستان‌ها پابرهنه راه می‌رفت و زمستان‌ها کفشی چوبی به پا می‌کرد. روزی مادر پینه‌دوز پیر برای دخترک کفش‌هایی کوچک، هرچند زمخت از پارچهٔ قرمز درست کرد. اما روزی که کارن می‌خواست کفش‌ها را بپوشد مادرش درگذشت و او چون کفش دیگری نداشت همان‌ها را به پا کرد و به دنبال تابوت مادرش به راه افتاد. در راه بانوی پیری که بر کالسکهٔ بزرگی سوار بود او را دید و قیومیت دختر را پذیرفت. کارن فکر کرد این حتماً به خاطر کفش‌های قرمزش بوده، اما خانم مسن گفت آن کفش‌ها خیلی زشت اند و دستور داد تا بسوزانندشان. سپس لباسی آراسته بر تن کارن کرد و به او گفت که تو واقعاً دختر زیبایی هستی.
پس از چندی کارن یک جفت کفش قرمز زیبا و براق را دید که برای دختر کنتی دوخته شده بود ولی به پایش نخورده بود. کفش اندازه پای او بود و بانوی مسن که به دلیل ضعف بینایی نمی‌توانست رنگ کفش را تشخیص دهد آن را برای کارن خرید. کارن آن را پوشید و به کلیسا رفت، اما تمام فکرش متوجه کفش بود و چیزی از سخنان کشیش را نشنید. سرانجام مادرخوانده‌اش فهمید که کفش‌ها قرمزرنگ‌اند و به کارن گفت درست نیست که آن‌ها را در کلیسا بپوشد؛ اما کارن باز با همان کفش‌ها به کلیسا رفت. در کنار در کلیسا سرباز پیری با ریشی بلند و قرمز ایستاده بود. او به کارن گفت چه کفش‌های زیبایی برای رقصیدن دارد و از کفش‌ها خواست تا هرگاه که به رقص درآمدند از رقصیدن بازنایستند. در طول مراسم باز تمام حواس کارن به کفش‌هایش بود و حتی فراموش کرد دعای مخصوص را بخواند. پس از پایان مراسم دلش خواست کمی برقصد. اما همین که به رقص آمد، کنترل پاهایش در اختیار کفش‌هایش قرار گرفت و تا آن‌ها را درنیاورد پاهایش آرام نگرفتند.
چندی بعد بانوی مسن بیمار شد و نیاز به مراقبت داشت. اما کارن به جشن بالماسکه‌ای که آن شب برگزار می‌شد رفت و همین که شروع به رقصیدن کرد، کفش‌ها اختیار پاهایش را از او گرفتند و به این سو و آن سو بردندش تا اینکه به جنگل رسید. آنجا سرباز ریش قرمز ایستاده بود و با دیدن کارن سری تکان داد و گفت چه کفش‌های زیبایی برای رقصیدن. کارن ترسید و خواست کفش‌هایش را درآورد اما نتوانست و همین‌طور رقص‌کنان به در کلیسا رسید. در آنجا فرشته‌ای با شمشیر ایستاده بود و با عصبانیت به کارن گفت تو باید برقصی، آنقدر برقصی تا بمیری. کارن به فرشته التماس کرد اما پاسخی نشنید. او همین جور رقصید و رقصید تا به در خانه‌شان رسید و فهمید که مادرخوانده‌اش درگذشته است. کارن غمگین و تنها به در خانهٔ جلاد شهر رفت و از او خواست تا پاهایش را قطع کند. جلاد نیز چنین کرد و کفش‌های قرمز با پاهای قطع شدهٔ او رقص‌کنان به درون جنگل رفتند. جلاد برای کارن پاهایی چوبی درست کرد و او که فکر می‌کرد به اندازه کافی عذاب کشیده به در کلیسا رفت. اما کفش‌های رقصان قرمز و پاهای در حال پوسیدنش آنجا بودند و کارن وحشت‌کنان برگشت. سپس به عنوان پیشخدمت در جایی مشغول کار شد. صبح یکشنبه همه می‌خواستند به کلیسا بروند اما کارن با چشمانی اشکبار به کنج خلوت خود خزید. او در آنجا شروع به راز و نیاز کرد و ناگهان صدای ارگ کلیسا در گوشش پیچید و نسیم صداهای کلیسا را به پنجرهٔ او آورد. کارن از خدا خواست تا کمکش کند.
ناگهان نوری درخشید و همان فرشته‌ای که نفرینش کرده بود در جلویش ظاهر شد. او شاخه‌ای سبز از گل سرخ در دست داشت و با آن به سقف اتاق اشاره کرد. سقف به کناری رفت و کارن احساس کرد که کلیسا به اتاقش آورده شده است. او آمرزیده شده بود. صدای ارگ کلیسا و سرودخوانی کودکان در گوشش می‌پیچید و او را به وجد می‌آورد. او چنان به آرامش و لذت رسیده بود که روحش به پرواز درآمد و به بهشت رسید، و در آنجا کسی راجع به کفش‌های قرمزش از او سؤالی نپرسید.